# Валерій Валент
Аврелій Валерій Валент (лат. Aurelius Valerius Valens; помер 317), іноді Валент I — римський імператор, що правив разом з Ліцинієм з кінця 316 року до 1 березня 317 року. Його влада була не визнана на заході Імперії, де правив Костянтин. Після укладання мирної угоди між Ліцинієм та Костянтином Валерія Валента було страчено.

## Біографія
Єдине, що відомо про Валерія Валента до його приходу до влади — він був командувачем на кордоні (лат. dux limitanis) в Дакії, яка тоді контролювалася Ліцинієм. Після того, як під час першої своєї війни з Костянтином I Ліциній зазнав нищівної поразки у битві при Цибалах, що сталася в Панноніі 8 жовтня 316 року (за іншими даними — 314 р.), він утік до Адріанополя, де за допомогою Валента зібрав нове військо. Там на початку грудня 316 року Ліциній надав Валенту титул августа — ймовірно, задля того, щоб зберегти його лояльність. Згодом Ліциній зробить так само, під час другої війни з Костянтином призначивши собі в співправителі Мартиніана. Хоча багато джерел називають Валента цезарем, проте на його монетах він позначається як август.
Ситуацію змінила поразка Ліцинія у битві при Мардії наприкінці 316 — початку 317 років. Ліциній був змушений визнати Костянтина старшим августом й усунути Валента. Візантійський історик Петро Патрикій так описує реакцію Костянтина на прибуття посла Ліцинія Местріана:
«Цар усім рухом особи і всього тіла виявляючи великий гнів і ледь бувши в змозі говорити, вимовив: "Не так ми досі поступали і не для того від океану до цього місця дійшли, б'ючись і перемагаючи, щоб не хотіти мати товаришем у правлінні свого зятя [тобто Ліцинія] за його лиходійства і тим відмовлятися і від родини, а разом з ним взяти підлого раба [тобто Валента] в учасники царської влади". Потім він сказав Местріану, щоб той припинив цю розмову і говорив про інше, якщо хоче про щось попросити. Вирішено було Валента відлучити від царства».
Мирний договір був укладений у Сердиці 1 березня 317 року. Невідомо, чи це входило до умов договору, але згодом Ліциній стратив Валента.